# Didimaón
En la mitología griega, Didimaón fue el artista que fabricó el escudo de Niso, que figuraba en el dintel del sagrado templo de Poseidón, escudo que fue arrancado por los griegos cuando la guerra de Troya y entregado como regalo a uno de los jóvenes que habían participado en una carrera.